# Йосип Чорлука
Йосип Чорлука (босн. Josip Ćorluka, нар. 3 березня 1995, Груде, Боснія і Герцеговина) — боснійський футболіст, фланговий захисник клубу «Зриньські» та національної збірної Боснії і Герцеговини.

## Клубна кар'єра
Йосип Чорлука є вихованцем клубу «Широкі Брієг». Саме в цьому клубі у квітні 2014 року Чорлука і дебютував на професійному рівні.
Влітку 2019 року футболіст як вільний агент перебрався до сусідньої Словенії, де приєднався до клубу «Домжале». Але вже на початку 2020 року Чорлука повернувся до Боснії, до клубу «Зриньські» з міста Мостар.

## Збірна
У жовтні 2020 року Йосип Чорлука отримав перший виклик до лав національної збірної Боснії і Герцеговини. Але першу гру у збірній футболіст провів 12 листопада проти збірної Ірану, коли вийшов в основі у товариському поєдинку.

## Досягнення
- Чемпіон Боснії і Герцеговини (2):

«Зриньські»: 2021-22, 2022-23
- Володар Кубка Боснії і Герцеговини (2):

«Широкі Брієг»: 2016-17
«Зриньські»: 2022-23